# فتانه نجیب
فتانه نجیب (زاده ۹ اوت ۱۹۵۳) زبان‌شناس و بانوی اول سابق افغانستان است. وی ۱ سپتامبر ۱۹۷۴ با محمد نجیب‌الله، دبیرکل حزب دموکراتیک خلق و رئیس‌جمهور این کشور، که در سال ۱۹۹۶ توسط طالبان به قتل رسید، ازدواج کرد و سه دختر به نام‌های هیله، اونی و مسکا دارد. فتانه نجیب از ۳۰ سپتامبر ۱۹۸۷ تا ۱۶ آوریل ۱۹۹۲ بانوی اول افغانستان بود. نجیب در دورانی که بانوی اول بود، از خانواده‌های نظامیان نیروهای مسلح افغانستان حمایت و از خانواده‌های سربازان مجروح دیدن کرد. خود او می‌گوید که در عرصه‌های سیاسی نقشی بازی نکرده اما به عنوان یک فعال اجتماعی ۱۸ سال آموزگاری کودکان یتیم و معلول را به عهده داشته‌است. وی مدتی در یکی از دانشگاه‌های دهلی نو استاد بوده و هم‌اکنون در این شهر زندگی می‌کند.